# Qingyuan (Baoding)
Qingyuan (清苑区,  Qīngyuàn Qū) ist ein Stadtbezirk der bezirksfreien Stadt Baoding im Zentrum der Provinz Hebei. Der Stadtbezirk hat eine Fläche von 861,5 km² und 631.659 Einwohner (Stand: Zensus 2010). 1999 zählte er noch 607.335 Einwohner.

## Administrative Gliederung
Auf Gemeindeebene setzt sich Qingyuan aus zehn Großgemeinden und acht Gemeinden zusammen.
Diese sind:
- Großgemeinde Qingyuan (清苑镇), Hauptort, Sitz der Kreisregierung;
- Großgemeinde Ranzhuang (冉庄镇);
- Großgemeinde Yangcheng (阳城镇);
- Großgemeinde Weicun (魏村镇);
- Großgemeinde Wenren (温仁镇);
- Großgemeinde Zhangdeng (张登镇);
- Großgemeinde Dazhuang (大庄镇);
- Großgemeinde Zangcun (臧村镇);
- Großgemeinde Wangting (望亭镇).
- Großgemeinde Donglü (东闾镇);
- Gemeinde Baituan (白团乡);
- Gemeinde Beidian (北店乡);
- Gemeinde Shiqiao (石桥乡);
- Gemeinde Lizhuang (李庄乡);
- Gemeinde Beiwangli (北王力乡);
- Gemeinde Heqiao (何桥乡);
- Gemeinde Suncun (孙村乡);
- Gemeinde Yanzhuang (阎庄乡);